# Giles Heron
Pour les articles homonymes, voir Héron (homonymie).
Giles Heron (1504, Ancien comté du Middlesex - août 1540, Tyburn) est un homme politique anglais, membre du parlement, exécuté pour s'être opposé à Henri VIII.

## Sa vie
Né à Hackney dans le Middlesex, il est le fils d'un riche propriétaire foncier et courtisan Sir John Heron. Alors qu'il est encore mineur, son père meurt en 1521. Il hérite d'une grande partie de la richesse de son père ce qui lui permettra de vivre une vie confortable et surtout d'avoir ses entrées à la cour d'Henri VIII qu'il fréquente à partir de 1532 comme son père avant lui.
Pour son éducation il est envoyé  à l'Université de Cambridge. Mais c'est surtout Thomas More qu'il eut comme tuteur qui l'influencera grandement dans ses choix politiques et religieux. Par ailleurs il épouse la fille de ce dernier Cecily More, avec qui il aura deux fils et une fille.
Un de ses locataires avec qui il était en conflit profite de l'occasion pour le dénoncer comme catholique alors même qu'Henri VIII décidait de sa rupture avec Rome. Partageant les idées de son mentor Thomas More il refuse à l'occasion d'un procès au départ civil mais devenu politico-religieux de reconnaître à Henri VIII le droit de se proclamer chez suprême de l'Église en Angleterre. Il est jugé et reconnu coupable de trahison. Ce qui voulait dire pour lui la mort. Sa famille subit aussi la vengeance du roi. La fortune familiale est confisquée. Il est pendu à Tyburn en août 1540 et avec lui cinq autres catholiques comme lui dont le frère Lawrence Cook, prieur carmélite de Doncaster, le moine bénédictin Dom Thomas Epson et Robert Bird un laïc qui se serait fait remarquer et arrêter pour avoir ouvertement défendu la foi catholique et/ou d'une manière ou d'une autre d'avoir aidé des prêtres qui refusaient de prêter serment.
En 1554, sous le règne de la reine Marie, une partie de ses terres furent rendues à son fils aîné, Thomas.

## Sa vénération
Giles Heron est vénéré dans l'Église catholique romaine comme martyr et a été béatifié par le pape Léon XIII le 9 décembre 1886. Avec lui furent béatifiés John Fisher, Lawrence Cook, Thomas Epson, John Stone, Edward Morgan et Robert Bird. Sa mémoire est fixée le 4 août, jour présumé de son exécution. Il est encore une fois vénéré le 11 mai et 25 octobre en tant que martyr d'Angleterre et du pays de Galles.